# Becket (film din 1964)
Becket (titlul original: în engleză Becket) este un film dramatic de coproducție anglo-americană, realizat în 1964 de regizorul Peter Glenville, după piesa de teatru Becket sau onoarea lui Dumnezeu a scriitorului Jean Anouilh, protagoniști fiind actorii Richard Burton, Peter O'Toole, John Gielgud și Paolo Stoppa. 

## Distribuție
- Richard Burton – Thomas Becket, Arhiepiscop de Canterbury
- Peter O'Toole – regele Henric al II-lea al Angliei
- John Gielgud – regele Ludovic al VII-lea al Franței
- Paolo Stoppa – Papa Alexandru al III-lea
- Donald Wolfit – Gilbert Foliot, Episcop de Londra
- David Weston – Brother John
- Martita Hunt – Împărăteasa Matilda, mama lui Henric al II-lea
- Pamela Brown – Eleanor of Aquitaine, soția lui Henric al II-lea
- Siân Phillips – Gwendolen
- Felix Aylmer – Theobald of Bec, Arhiepiscopul de Canterbury
- Gino Cervi – cardinalul Zambelli
- Percy Herbert – un baron
- Niall MacGinnis – un baron
- Christopher Rhodes – un baron
- Peter Jeffrey – un baron
- Inigo Jackson – Robert de Beaumont
- John Phillips – Episcop de Winchester
- Frank Pettingell – Episcop de York
- Hamilton Dyce – Episcop de Chichester
- Jennifer Hilary – fiica unui țăran
- Véronique Vendell – Marie, o prostituată franceză
- Graham Stark – secretarul papei
- Jack Taylor – un sătean
- Victor Spinetti – croitorul francez
- Edward Woodward – Clement

## Premii și nominalizări
Filmul a câștigat un premiu Oscar, trei premii BAFTA, două premii Globul de Aur și a primit alte unsprezece nominalizări Oscar, :
A câștigat
- 1965: Premiul Oscar pentru cel mai bun scenariu adaptat (Edward Anhalt)
- 1965: 3 premii BAFTA
  - Cea mai bună imagine color, lui Geoffrey Unsworth
  - Cea mai bună scenografie color, lui John Bryan
  - Cele mai bune costume, lui Margaret Furse
- 1964: National Board of Review – Cel mai bun film[5]
- 1965: 2 Globuri de Aur:
  - Cel mai bun film - Dramă,
  - Cel mai bun actor - Dramă lui Peter O'Toole

Nominalizări la Oscar 1965
- Cel mai bun actor (Richard Burton și Peter O'Toole)
- Cel mai bun film
- Cel mai bun actor în rol secundar (John Gielgud)
- Cele mai bune decoruri (John Bryan, Maurice Carter, Patrick McLoughlin, Robert Cartwright)
- Cele mai bune costume
- Cel mai bun regizor (Peter Glenville)
- Cel mai bun montaj
- Cea mai bună imagine
- Cea mai bună coloană sonoră
- Cel mai bun mixaj sonor (John Cox)